# EN201
A EN 201 é uma estrada nacional que integra a rede nacional de estradas de Portugal.
Inicia na cidade de Braga, passa na Ponte de Prado, Ponte de Lima, e termina na EN 13 em Valença.